# Иодид селена
Иодид селена — бинарное неорганическое соединение
селена и иода
с формулой Se2I2,
серые кристаллы,
разлагается в воде.

## Получение
- Непосредственное взаимодействие чистых веществ:

{\displaystyle {\mathsf {2Se+I_{2}\ {\xrightarrow {}}\ Se_{2}I_{2}}}}

## Физические свойства
Иодид селена образует серые кристаллы.

## Химические свойства
Иодид селена разлагается в присутствии воды:
{\displaystyle {\ce {Se2I2 -> 2Se + I2}}}
{\displaystyle {\ce {2Se2I2 + 3H2O -> 3Se + H2SeO3 + 4HI}}}